# رزومه
رزومه (فرانسوی:résumé) یا کارنامک به نوشته‌ای گفته می‌شود که پیشینهٔ تحصیلی، مهارتی و شغلی و برخی جزئیات زندگی یک شخص در آن درج می‌شود تا شرکت‌ها و کارفرماها بتوانند با مطالعهٔ ان در مورد استخدام یک شخص تصمیم بگیرند. یک رزومه معمولاً اطلاعات تحصیلی و شغلی فرد را در بر می‌گیرد. رزومه اطلاعاتی است که در مورد یک کارمند بالقوه توسط کارفرما بررسی می‌شود و کارفرما بر اساس آن کاندیداهای مناسب تصدی شغل را غربال کرده و افراد مناسب را برای مراحل بعدی و دعوت به مصاحبه انتخاب می‌کند؛ بنابراین برای موفقیت در کاریابی، معمولاً تهیهٔ یک کارنامک (رزومه) مناسب اهمیت زیادی دارد.
درستی نوشتاری و بی‌غلط بودن کارنامک نیز از موارد مهم تهیهٔ یک کارنامک است.

## تاریخچه
رزومه یک واژه فرانسوی به معنی «خلاصه» است. گفته می‌شود اولین شخصی که رزومه نوشته است لئوناردو داوینچی بود که متنی تقریباً با مضمون یک رزومه را برای یک کارفرمای بالقوه ارسال کرد. این متن در حدود سال‌های ۱۴۸۱ تا ۱۴۸۲ نوشته شده است. تا ۴۵۰ سال بعد، رزومه به صورت یک نامه نوشته می‌شد که در آن شخص توضیحات مختصری در مورد خود و توانایی‌هایش ارائه می‌کرد. در اوایل قرن بیستم در رزومه اطلاعاتی مانند سن، وزن، وضعیت تأهل، قد، و مذهب هم نوشته می‌شد. از حدود سال ۱۹۵۰ رزومه اهمیت بیشتری پیدا کرد و تقریباً اجباری شد، و اطلاعاتی مانند علایق و تفریحات شخصی نیز به آن اضافه شد. در دهه ۱۹۷۰ و با شروع عصر دیجیتال رزومه ظاهری حرفه ای تر پیدا کرد و اطلاعات و ارائه آن به فرم امروزی خود نزدیکتر شد.

## سبک‌ها
رزومه‌ها ممکن است به روشهای مختلفی سازماندهی شوند. در زیر برخی از رایج‌ترین قالب‌های رزومه آورده شده است:

### رزومه زمانی معکوس
در یک رزومه زمانی معکوس، تجربیات شغلی یک نامزد به ترتیب زمانی ذکر شده است (آخرین مورد اول)، که به‌طور کلی ۱۰ تا ۱۵ سال گذشته را شامل می‌شود. موقعیت‌ها با تاریخ شروع و پایان فهرست شده‌اند. موقعیت‌های فعلی یک رزومه معمولاً تاریخ شروع تا حال را فهرست می‌کند. شکل خلاصه تقویم معکوس معمولاً توسط متخصصانی که در همان ستون پیشرفت می‌کنند، استفاده می‌شود. با استفاده از این قالب، متن اصلی سند به بخش تجربه حرفه ای تبدیل می‌شود، از آخرین تجربه شروع می‌شود و از طریق تجربه قبلی به ترتیب زمانی عقب می‌رود. رزومه زمانی معکوس برای ایجاد اعتبار از طریق تجربه به دست آمده کار می‌کند، در حالی که رشد شغلی را در طول زمان نشان می‌دهد و تمام شکاف‌های مسیر شغلی را پر می‌کند.

### رزومه کاربردی
یک رزومه کاربردی، تجربه کار و مهارت‌های طبقه‌بندی شده بر اساس حوزه مهارت یا عملکرد شغلی را ذکر می‌کند. رزومه کاربردی برای تمرکز بر مهارتهایی استفاده می‌شود که مخصوص نوع موقعیت مورد نظر باشد. این قالب به‌طور مستقیم بر قابلیت‌های خاص حرفه ای تأکید می‌کند و از خلاصه‌های تجربه به عنوان اصلی‌ترین وسیله برای انتقال شایستگی حرفه ای استفاده می‌کند.

### رزومه آنلاین
از آنجا که جستجوی کار به صورت الکترونیکی درآمده است، معمولاً کارفرمایان فقط به دلیل کاربردی بودن یا ترجیح، رزومه را به صورت الکترونیکی می‌پذیرند. این در مورد نحوه نوشتن، خواندن و پردازش رزومه بسیار تغییر کرده است.
بسیاری از کارفرمایان در حال حاضر رزومه نامزدها را از طریق موتورهای جستجو پیدا می‌کنند، که استفاده از کلمات کلیدی مناسب در هنگام نوشتن رزومه را برای داوطلبان اهمیت بیشتری می‌بخشد. کارفرمایان بزرگتر از سیستم‌های پیگیری متقاضی برای جستجو، فیلتر کردن و مدیریت حجم بالای رزومه استفاده می‌کنند. تبلیغات شغلی ممکن است متقاضیان را به ارسال یک رزومه از طریق ایمیل به یک شرکت یا مراجعه به وب سایت آن و ارسال رزومه در قالب الکترونیکی هدایت کند.
بسیاری از کارفرمایان و آژانس‌های استخدام که از طرف آنها کار می‌کنند، اصرار دارند که رزومه‌هایی را در قالب یک پرونده خاص دریافت کنند. بعضی از آنها به اسناد مایکروسافت ورد احتیاج دارند، در حالی که بعضی دیگر فقط رزومه‌های قالب بندی شده با HTML , PDF یا متن ساده ASCII را بعضی اوقات می‌پذیرند.
یک مزیت کارفرمایان در رزومه آنلاین، صرفه جویی قابل توجه در هزینه در مقایسه با روشهای سنتی استخدام است. مورد دیگر اینکه کارفرمایان بالقوه دیگر مجبور نیستند دسته گسترده‌ای از کاغذها را مرتب کنند.

### رزومه اینفوگرافیک، ویدئو و وب سایت
با هدایت بیشتر اینترنت توسط مالتی مدیا، افراد جویای کار سعی در استفاده از این روند را دارند و رزومه‌های خود را از رسانه‌های سنتی کاغذی و ایمیل به رزومه‌های وب سایت یا رزومه‌های الکترونیکی منتقل می‌کنند. رزومه‌های تصویری، اینفوگرافیکی و حتی واین به تازگی محبوبیت یافته‌اند، اگرچه عمدتاً در صنایع خلاق و رسانه ای هستند.
این روند انتقاد متخصصان مدیریت منابع انسانی را به خود جلب کرده است، آنها هشدار می‌دهند که این ممکن است یک روند گذرا باشد و به این نکته اشاره می‌کنند که رزومه‌های مبتنی بر چندرسانه ای توسط استخدام کنندگانی که گردش کار آنها فقط برای مطابقت با یک فرم رزومه سنتی طراحی شده است، قابل چشم پوشی است.

## بخش‌ها و عناصر رزومه
- بخش معرفی شخصی:

شامل موارد: نام و نام خانوادگی، تاریخ و محل تولد، وضعیت تأهل، نشانی، شماره تلفن و پست الکترونیکی.
- بخش پیشینهٔ تحصیلی:

ذکر دوره‌های تحصیلیِ گذرانده (به‌ترتیب از قدیم تا آخرین دورهٔ تحصیلی)، دوره‌های آموزشی و سمینارهایی که فرد در آن شرکت کرده است نیز می‌تواند در این بخش ذکر شود.
- بخش پیشینهٔ شغلی:

ذکر موقعیت‌های شغلی پیشین (از قدیم تا آخرین موقعیت شغلی یا به ترتیب عکس). همچنین دوره‌های کارآموزی که فرد گذرانده است نیز می‌تواند در این بخش ذکر شود.
- بخش مهارت‌ها:

ذکر مهارت‌های گوناگون، ازجمله تسلط داشتن یا آشنایی با زبان‌های گوناگون، برنامه‌های رایانه‌ای و غیره.
- بخش متفرقه:

شامل توضیح مهارت‌ها و علاقه‌مندی‌های شخصی
رزومه و سی‌وی گاهی در یک معنا به کار می‌روند اما در واقع کمی با هم تفاوت دارند. سی‌وی حروف اختصاری اصطلاح لاتین curriculum vitae به معنی «سیر زندگی» است. به‌طور کلی رزومه‌ها مختصرتر نوشته می‌شوند و فقط فعالیت‌های شغلی و مدارک تحصیلی مرتبط با شغل درخواستی در آن‌ها نوشته می‌شود اما سی‌وی مفصل‌تر است و تمام تجربیات کاری شخص در آن پوشش داده می‌شود. رزومه بیشتر برای ارائه به کارفرما نوشته می‌شود اما از سی‌وی برای درخواست پذیرش در دانشگاه، دریافت بورسیه و کمک‌هزینه و درخواست برخی انواع ویزا استفاده می‌شود.

## نکات مهم در نوشتن رزومه
- متن رزومه باید حرفه ای و خلاصه نوشته شود و بیش از دو صفحه نباشد.
- املاء صحیح، نکات دستوری و نگارشی و علامتگذاری به درستی رعایت شود.
- از کلمات کلیدی مناسب برای شغل جدید در نوشتن رزومه استفاده شود.
- تمیز نوشته شده و از فونت مناسب استفاده شود.
- روی توانایی‌های حال حاضر فرد تأکید شود.
- همراه با رزومه انگیزه نامه نیز ارسال می‌شود.
- اگر می‌خواهید رزومه به هر زبانی بنویسید باید با ادبیات این زبان آشنایی کامل داشته باشید.
- تا آنجا که می‌توانید به وسیله سیستم‌های رزومه‌ساز اقدام به ساخت رزومه کنید.[نیازمند منبع]